# اودهایم
اودهایم (به آلمانی: Oedheim) یک شهر در آلمان است که در هایلبرون واقع شده‌است. اودهایم ۵٬۹۴۰ نفر جمعیت دارد.

## خواهرخوانده
شهر بخش دیگرفوش خواهرخواندهٔ اودهایم هست.